# コートを買って
「コートを買って」（コートをかって）は、古内東子の25枚目のシングル。2005年11月16日にFLIGHT MASTER⁄ポニーキャニオンからリリースされた。

## 解説
- FLIGHT MASTER⁄ポニーキャニオンから発売された最後のシングル。

## 収録曲
1. コートを買って
作詞・作曲：古内東子
2. somewhere in TOKYO
作詞：古内東子  作曲：堀込高樹
3. 九時からのリリィ
作詞：阿久悠  作曲：都倉俊一
4. コートを買って （Instrumental)
5. somewhere in TOKYO （Instrumental)
6. 九時からのリリィ （Instrumental)

編曲：森俊之